# 2728 Yatskiv
2728 Yatskiv (1979 ST9) là một tiểu hành tinh vành đai chính được phát hiện ngày 22 tháng 9 năm 1979 bởi N. Chernykh ở Nauchnyj.